# Rivanna (Virginia)
Rivanna es un lugar designado por el censo situado en el condado de Albemarle, Virginia  (Estados Unidos). Según el censo de 2010 tenía una población de 1.860 habitantes.

## Demografía
Según el censo de 2010, Rivanna tenía una población en la que el 93,6% eran blancos; el 3,0% afroamericanos; el 0,2% eran indios americanos y nativos de Alaska; el 0,8% eran asiáticos; el 0,0% hawaianos y otros isleños del Pacífico; el 0,5% de otra raza, y el 1,9% a partir de dos o más razas. El 1,7% del total de la población eran hispanos o latinos de cualquier raza.